# Ralf Hemmingsen
Ralf Peter Arnfred Hemmingsen (født 12. oktober 1949) er professor på Københavns Universitet. 2005-2017 var han tillige rektor, idet han efterfulgte Linda Nielsen som den første ansatte rektor i universitetets historie. Før Universitetsloven af 2003, der ændrede universiteternes styreform, blev rektor valgt af universitetets ansatte og studerende, og denne tradition gik helt tilbage til universitetets grundlæggelse i 1479.

## Historie
Han fik medicinsk embedseksamen i 1975, og året efter blev han tildelt Københavns Universitets guldmedalje. Han fik den medicinske doktorgrad i 1981, og i 1983 blev han speciallæge i psykiatri. Han blev professor i 1995.
Den 1. november 2005 blev Ralf Hemmingsen Københavns Universitets rektor nr. 258. Før var han dekan ved Det Sundhedsvidenskabelige Fakultet, hvortil han kom fra en stilling som administrerende overlæge på Psykiatrisk Afdeling ved Bispebjerg Hospital. Siden 1995 har han også været professor i psykiatri ved Københavns Universitet. Den 25. februar 2013 blev han ansat som rektor for en ny periode frem til 1. marts 2017.
I 2007 blev han Ridder af Dannebrog.
I 2011 var der kritik og undren over Ralf Hemmingsens indblanding i Milena Penkowasagen. Den 22. marts 2011 blev Kammeradvokatens redegørelse af rektor Ralf Hemmingsens håndtering af Penkowa-sagen præsenteret for Københavns Universitets bestyrelse. Bestyrelsen mente ikke, at Penkowa havde været favoriseret, og Ralf Hemmingsen kunne beholde sin titel som rektor på Københavns Universitet..
Ralf Hemmingsen blev efterfulgt af Henrik C. Wegener som rektor på Københavns Universitet den 1. marts 2017.